# Liniowa niezależność
Liniowa niezależność – własność algebraiczna rodziny wektorów danej przestrzeni liniowej polegająca na tym, że żaden z nich nie może być przedstawiony jako kombinacja liniowa skończenie wielu innych wektorów ze zbioru. Rodzinę wektorów, która nie jest liniowo niezależna, nazywa się liniowo zależną.

## Definicja

### Definicja dla zbiorów wektorów
Niech {\displaystyle V} będzie przestrzenią liniową nad ciałem {\displaystyle K.} Podzbiór {\displaystyle S} przestrzeni {\displaystyle V} nazywany jest liniowo niezależnym, gdy dla każdego skończonego podzbioru różnych wektorów {\displaystyle \mathbf {v} _{1},\mathbf {v} _{2},\dots ,\mathbf {v} _{n}} ze zbioru {\displaystyle S} i każdego układu skalarów {\displaystyle a_{1},a_{2},\dots ,a_{n}\in K} zachodzi wynikanie:
Jeśli   {\displaystyle a_{1}\mathbf {v} _{1}+a_{2}\mathbf {v} _{2}+\ldots +a_{n}\mathbf {v} _{n}=\mathbf {0} ,}   to   {\displaystyle a_{i}=0} dla {\displaystyle i=1,2,\dots ,n,}
przy czym symbol {\displaystyle \mathbf {0} } oznacza wektor zerowy w {\displaystyle V.}
Implikację z definicji przedstawić równoważnie, używając kontrapozycji:
Jeśli nie wszystkie skalary {\displaystyle a_{1},a_{2},\dots ,a_{n}} są zerowe, to {\displaystyle a_{1}\mathbf {v} _{1}+a_{2}\mathbf {v} _{2}+\ldots +a_{n}\mathbf {v} _{n}\neq \mathbf {0} .}
Zbiór wektorów, który nie jest liniowo niezależny, nazywany jest liniowo zależnym. Innymi słowy, podzbiór {\displaystyle S} przestrzeni liniowej {\displaystyle V} jest liniowo zależny wtedy i tylko wtedy, gdy istnieje taka skończona liczba różnych wektorów {\displaystyle \mathbf {v} _{1},\mathbf {v} _{2},\dots ,\mathbf {v} _{n}} ze zbioru {\displaystyle S} oraz takie skalary {\displaystyle a_{1},a_{2},\dots ,a_{n}\in K} nie wszystkie zerowe, że
{\displaystyle a_{1}\mathbf {v} _{1}+a_{2}\mathbf {v} _{2}+\ldots +a_{n}\mathbf {v} _{n}=\mathbf {0} .}
Równoważnie, zbiór jest zależny, jeżeli pewien jego element należy do powłoki liniowej reszty zbioru, tzn. pewien jego element jest kombinacją liniową pozostałej części rodziny.

### Definicja dla (indeksowanych) układów wektorów
Niech {\displaystyle (\mathbf {v} _{i})_{i\in I}} będzie układem wektorów w przestrzeni liniowej {\displaystyle V} (indeksowanym pewnym zbiorem {\displaystyle I}). Układ ten jest liniowo niezależny, gdy dla każdego skończonego podzbioru {\displaystyle J\subseteq I} i każdego układu skalarów {\displaystyle (a_{j})_{j\in J}} zachodzi wynikanie:
Jeśli   {\displaystyle \sum _{j\in J}a_{j}\mathbf {v} _{j}=\mathbf {0} ,}   to   {\displaystyle a_{j}=0} dla wszelkich {\displaystyle j\in J.}
Układ wektorów, który nie jest liniowo niezależny nazywany jest liniowo zależnym.

## Interpretacja geometryczna
Wyjaśnieniu pojęcia liniowej niezależności może przysłużyć się przykład geograficzny. Osoba opisująca położenie pewnego miejsca może stwierdzić: „znajduje się ono 5 km na północ i 6 km na wschód stąd”. Informacja ta wystarczy do opisania położenia, ponieważ układ współrzędnych geograficznych może być postrzegany jako dwuwymiarowa przestrzeń liniowa (ignorując wzniesienie). Osoba ta może dodać: „miejsce leży 7,81 km na północny wschód stąd”. Choć jest to stwierdzenie prawdziwe, to nie jest ono niezbędne.
W powyższym przykładzie wektory „5 km na północ” oraz „6 km na wschód” są liniowo niezależne. Oznacza to, że wektor północny nie może być opisany za pomocą wektora wschodniego i na odwrót. Trzeci wektor „7,81 km na północny wschód” jest kombinacją liniową pozostałych dwóch, co czyni ten zbiór wektorów liniowo zależnym, tzn. jeden z tych trzech wektorów jest zbędny.
Jeżeli nie zaniedbywać wzniesienia, to niezbędne staje się dodanie trzeciego wektora do zbioru liniowo niezależnego. W ogólności potrzeba {\displaystyle n} liniowo niezależnych wektorów do opisania dowolnego położenia w {\displaystyle n}-wymiarowej przestrzeni.
Korzystając z równoważnego sformułowania liniowej niezależności, można powiedzieć, że po wykonaniu (istotnego, niezerowego) ruchu z początku (przestrzeni) opisanego przy pomocy wektorów liniowo niezależnych (poprzez co najwyżej jednokrotne złożenie, czyli dodanie, każdego z nich) powrót do niego jest niemożliwy – osiągnięcie go wymaga braku ruchu w jakimkolwiek kierunku, co oznacza, że cały ruch może być opisany wyłącznie przez wektor zerowy.

## Własności
- Układ zawierający wektor zerowy bądź zawierający dany wektor dwukrotnie jest liniowo zależny.
- Dowolny podukład liniowo niezależnego układu wektorów jest liniowo niezależny.
- Układ wektorów powstały z innego układu wektorów poprzez skończoną liczbę operacji elementarnych, tzn.

- pomnożenia przez niezerowy skalar dowolnego z wektora układu,
- dodania dowolnego wektora układu do innego,
- zmiany porządku wektorów w układzie,

jest liniowo niezależny wtedy i tylko wtedy, gdy liniowo niezależny był układ wyjściowy układ.
- Zbiór wektorów, który jest liniowo niezależny i generuje daną przestrzeń liniową jest jej bazą.

## Przykłady

### Przykład I
Wektory {\displaystyle (1,1)} i {\displaystyle (-3,2)} z {\displaystyle \mathbb {R} ^{2}} są liniowo niezależne. Rzeczywiście, niech {\displaystyle \lambda _{1}} oraz {\displaystyle \lambda _{2}} będą takimi liczbami rzeczywistymi, że
{\displaystyle (1,1)\lambda _{1}+(-3,2)\lambda _{2}=(0,0).}
Biorąc każdą współrzędną z osobna, uzyskuje się układ równań z niewiadomymi {\displaystyle \lambda _{1},\lambda _{2}{:}}
{\displaystyle {\begin{cases}\lambda _{1}-3\lambda _{2}&=0,\\\lambda _{1}+2\lambda _{2}&=0,\end{cases}}}
którego jedynymi rozwiązaniami są {\displaystyle \lambda _{1}=0} i {\displaystyle \lambda _{2}=0.}

### Przykład II
Niech {\displaystyle V=\mathbb {R} ^{n}} i niech dane będą następujące elementy z {\displaystyle V{:}}
{\displaystyle {\begin{matrix}\mathbf {e} _{1}&=&(1,0,0,\dots ,0)\\\mathbf {e} _{2}&=&(0,1,0,\dots ,0)\\&\vdots \\\mathbf {e} _{n}&=&(0,0,0,\dots ,1).\end{matrix}}}
Wtedy {\displaystyle \mathbf {e} _{1},\mathbf {e} _{2},\dots ,\mathbf {e} _{n}} są liniowo niezależne. Rzeczywiście, niech {\displaystyle a_{1},a_{2},\dots ,a_{n}} będą takimi elementami {\displaystyle \mathbb {R} ,} że
{\displaystyle a_{1}\mathbf {e} _{1}+a_{2}\mathbf {e} _{2}+\ldots +a_{n}\mathbf {e} _{n}=\mathbf {0} .}
Ponieważ
{\displaystyle a_{1}\mathbf {e} _{1}+a_{2}\mathbf {e} _{2}+\ldots +a_{n}\mathbf {e} _{n}=(a_{1},a_{2},\dots ,a_{n}),}
zatem {\displaystyle a_{i}=0} dla każdego {\displaystyle i\in \{1,\dots ,n\}.}

### Przykład III
Niech {\displaystyle V} będzie przestrzenią liniową wszystkich funkcji zmiennej {\displaystyle t.} Funkcje {\displaystyle e^{t}} i {\displaystyle e^{2t}} należące do {\displaystyle V} są liniowo niezależne. Istotnie, niech {\displaystyle a} i {\displaystyle b} będą takimi liczbami rzeczywistymi, że
{\displaystyle ae^{t}+be^{2t}=0}
dla wszystkich wartości {\displaystyle t.} Należy wykazać, że {\displaystyle a=0} oraz {\displaystyle b=0.} Aby to wykazać, należy podzielić to równanie przez {\displaystyle e^{t}} (które nigdy nie przyjmuje zera) i przenieść pozostały wyraz na drugą stronę, co daje
{\displaystyle be^{t}=-a.}
Innymi słowy funkcja {\displaystyle be^{t}} musi być niezależna od {\displaystyle t,} co zachodzi tylko, gdy {\displaystyle b=0.} Wynika stąd, że również {\displaystyle a} jest równe zeru.

### Przykład IV
Podzbiór przestrzeni {\displaystyle \mathbb {R} ^{4}} złożony z wektorów
{\displaystyle {\begin{matrix}{\begin{bmatrix}1\\4\\2\\-3\end{bmatrix}},{\begin{bmatrix}7\\10\\-4\\-1\end{bmatrix}},{\begin{bmatrix}-2\\1\\5\\-4\end{bmatrix}}\end{matrix}}}
jest liniowo zależny. Istotnie, należy znaleźć takie liczby rzeczywiste {\displaystyle \lambda _{1},\;\lambda _{2},\;\lambda _{3},} nie wszystkie równe zeru, że
{\displaystyle {\begin{matrix}\lambda _{1}{\begin{bmatrix}1\\4\\2\\-3\end{bmatrix}}+\lambda _{2}{\begin{bmatrix}7\\10\\-4\\-1\end{bmatrix}}+\lambda _{3}{\begin{bmatrix}-2\\1\\5\\-4\end{bmatrix}}={\begin{bmatrix}0\\0\\0\\0\end{bmatrix}}.\end{matrix}}}
Rozwiązując układ równań
{\displaystyle {\begin{cases}\lambda _{1}&\;+7\lambda _{2}&&-2\lambda _{3}&=0\\4\lambda _{1}&\;+10\lambda _{2}&&+\lambda _{3}&=0\\2\lambda _{1}&\;-4\lambda _{2}&&+5\lambda _{3}&=0\\-3\lambda _{1}&\;-\lambda _{2}&&-4\lambda _{3}&=0\end{cases}}}
(np. za pomocą eliminacji Gaussa), uzyskuje się
{\displaystyle {\begin{cases}\lambda _{1}&=-{\tfrac {3}{2}}\lambda _{3}\\\lambda _{2}&={\tfrac {1}{2}}\lambda _{3},\end{cases}}}
gdzie {\displaystyle \lambda _{3}} może być dowolną liczbą: biorąc, na przykład, {\displaystyle \lambda _{3}=1} dostaje się niezerowe rozwiązanie, co wykazuje liniową zależność wyjściowego zbioru wektorów.

### Przykład V
W przestrzeni liniowej wszystkich wielomianów zmiennej {\displaystyle x} nad ciałem liczb rzeczywistych zbiór wektorów
{\displaystyle \{1,x,x^{2},\dots \}}
jest liniowo niezależny.
Dowód
Zgodnie z definicją, wystarczy wykazać, że dla dowolnego skończonego podukładu {\displaystyle \{x^{p_{1}},x^{p_{2}},x^{p_{3}},\dots \,x^{p_{n}}\}} kombinacja
{\displaystyle a_{p_{1}}\cdot x^{p_{1}}+a_{p_{2}}\cdot x^{p_{2}}+a_{p_{3}}\cdot x^{p_{3}}+\ldots \ +a_{p_{n}}\cdot x^{p_{n}}}
zeruje się tylko wtedy, gdy
{\displaystyle a_{p_{1}}=a_{p_{2}}=a_{p_{3}}=\ldots \ =a_{p_{n}}=0}
Rzeczywiście, równość
{\displaystyle a_{p_{1}}\cdot x^{p_{1}}+a_{p_{2}}\cdot x^{p_{2}}+a_{p_{3}}\cdot x^{p_{3}}+\ldots \ +a_{p_{n}}\cdot x^{p_{n}}=0}
oznacza równość wielomianów, tzn. równość odpowiednich współczynników.

## Metoda wyznacznikowa badania liniowej niezależności
W przestrzeniach skończenie wymiarowych do badania, czy układy wektorów są liniowo zależne, czy niezależne, można wykorzystać pojęcie wyznacznika i rzędu macierzy.
Ponieważ wyznacznik macierzy n×n jest równy zero wtedy i tylko wtedy, gdy układ kolumn jest liniowo zależny, więc w przestrzeni n-wymiarowej {\displaystyle \mathbb {K} ^{n}} układ {\displaystyle n} wektorów jest liniowo zależny wtedy i tylko wtedy, gdy wyznacznik macierzy, której kolumnami są współczynniki tych wektorów w dowolnej bazie, jest zerowy.
Np. dla wektorów {\displaystyle (1,1)} i {\displaystyle (-3,2)} z {\displaystyle \mathbb {R} ^{2}} odpowiednia macierz ma postać
{\displaystyle \mathbf {A} ={\begin{bmatrix}1&-3\\1&2\end{bmatrix}}.}
Ponieważ
{\displaystyle \det \mathbf {A} =1\cdot 2-1\cdot (-3)=5\neq 0,}
więc wektory te są liniowo niezależne
Jeżeli w przestrzeni n-wymiarowej {\displaystyle \mathbb {K} ^{n}} weźmiemy {\displaystyle m} wektorów, gdzie {\displaystyle m>n,} to układ taki jest liniowo zależny, bowiem rząd odpowiedniej macierzy nie przekracza n. Rząd zaś jest liczbą maksymalnie liniowo niezależnych wektorów, więc układ {\displaystyle m} wektorów jest liniowo zależny.
Np. dla wektorów {\displaystyle (1,1),\ (-3,2),\ (3,3),\ (4,-1)} z {\displaystyle \mathbb {R} ^{2}} odpowiednia macierz ma postać
{\displaystyle \mathbf {A} ={\begin{bmatrix}1&-3&3&4\\1&2&3&-1\end{bmatrix}}.}
Układ jest oczywiście liniowo zależny, liniowo zależne są także wszystkie układy trzech wektorów.
Ponieważ rząd tej macierzy jest równy 2 i niezerującymi minorami stopnia są minory wszystkie z wyjątkiem minora zbudowanego na 1. i 3. kolumnie, więc wszystkie układy dwóch wektorów z wyjątkiem układu {\displaystyle (1,1),\ (3,3)} są liniowo niezależne.
Jeśli w przestrzeni n-wymiarowej {\displaystyle \mathbb {K} ^{n}} weźmiemy {\displaystyle m} wektorów, gdzie {\displaystyle m<n,} to – podobnie jak wyżej – rząd macierzy jest liczbą maksymalnie liniowo niezależnych wektorów. Wektory te ustalamy, ustalając najpierw maksymalny niezerujący się minor tej macierzy. Jego stopień jest ilością liniowo niezależnych wektorów wśród wektorów badanych. Te liniowo niezależne wektory wybieramy z całego układu sprawdzając, czy „przechodzą” przez wyznaczony minor.
Np. dla wektorów {\displaystyle (1,1,0,2),\ (2,3,-1,3),\ (0,1,-1,-1)} z {\displaystyle \mathbb {R} ^{4}} odpowiednia macierz ma postać
{\displaystyle \mathbf {A} ={\begin{bmatrix}1&2&0\\1&3&1\\0&-1&-1\\2&3&-1\end{bmatrix}}.}
Układ jest oczywiście liniowo zależny bowiem rząd macierzy jest równy 2, tzn. każdy minor stopnia 3 jest zerowy.
Każde dwa wektory spośród tych trzech tworzą układ liniowo niezależny, bowiem dowolne minory stopnia 2 zbudowane np. z dwóch pierwszych wierszy są niezerowe.

## Uogólnienie na grupy abelowe i moduły
Pojęcie liniowej niezależności można wprowadzić również w grupach abelowych (notacja addytywna) – należy jedynie zwrócić uwagę na ograniczoną możliwość skalowania wektorów: układ {\displaystyle \{{\mathsf {a}}_{1},\dots ,{\mathsf {a}}_{k}\}} niezerowych elementów grupy abelowej {\displaystyle A} nazywa się (liniowo) niezależnym, jeżeli
{\displaystyle n_{1}{\mathsf {a}}_{1}+\ldots +n_{k}{\mathsf {a}}_{k}={\mathsf {0}}}
pociąga
{\displaystyle n_{1}{\mathsf {a}}_{1}=\ldots =n_{k}{\mathsf {a}}_{k}={\mathsf {0}},}
gdzie {\displaystyle n_{i}\in \mathbb {Z} .}
Powyższy warunek jest równoważny temu, iż {\displaystyle n_{i}=0,} o ile rząd {\displaystyle \operatorname {o} ({\mathsf {a}}_{i})=\infty } oraz {\displaystyle \operatorname {o} ({\mathsf {a}}_{i})|n_{i},} jeżeli {\displaystyle \mathrm {o} ({\mathsf {a}}_{i})<\infty .} W przeciwieństwie do przestrzeni liniowych w ogólności nie jest prawdą, że elementy układu zależnego można zapisać jako kombinację liniową pozostałych: jeśli układ jest zależny, to z równości
{\displaystyle n_{1}{\mathsf {a}}_{1}+\ldots +n_{k}{\mathsf {a}}_{k}={\mathsf {0}}}
wynika jedynie, iż co najmniej jeden z wyrazów tej kombinacji, np. {\displaystyle n_{1}{\mathsf {a}}_{1},} jest różny od {\displaystyle {\mathsf {0}},} tzn. prawdziwa jest tylko zależność
{\displaystyle n_{1}{\mathsf {a}}_{1}=-n_{2}{\mathsf {a}}_{2}-\ldots -n_{k}{\mathsf {a}}_{k}.}
Układ {\displaystyle L=\{{\mathsf {a}}_{i}\}_{i\in I}} jest niezależny wtedy i tylko wtedy, gdy podgrupa generowana przez {\displaystyle L} jest sumą prostą grup cyklicznych {\displaystyle \langle {\mathsf {a}}_{i}\rangle _{i\in I}.}
O elemencie {\displaystyle {\mathsf {g}}\in A} mówi się, iż jest zależny od podzbioru {\displaystyle L} zbioru {\displaystyle A,} jeżeli
dla pewnych {\displaystyle {\mathsf {a}}_{i}\in L} oraz liczb całkowitych {\displaystyle n,n_{i}} zachodzi relacja zależności
{\displaystyle {\mathsf {0}}\neq n{\mathsf {g}}=n_{1}{\mathsf {\mathsf {a}}}_{1}+\ldots +n_{k}{\mathsf {a}}_{k}.}
Podzbiór {\displaystyle K} zbioru {\displaystyle A} jest zależny od {\displaystyle L,} jeżeli każdy element {\displaystyle {\mathsf {g}}\in K} jest zależny od {\displaystyle L.} Jeżeli {\displaystyle K} jest zależny od {\displaystyle L,} a {\displaystyle L} jest zależny od {\displaystyle K,} to o {\displaystyle K} i {\displaystyle L} mówi się, że są równoważne.
Układ niezależny {\displaystyle M} elementów grupy {\displaystyle A} jest maksymalny, jeżeli nie istnieje układ niezależny elementów {\displaystyle A} zawierający {\displaystyle M} w sposób właściwy. Dowolne dwa maksymalne układy niezależne w grupie {\displaystyle A} są równoważne. Dowodzi się, że układ niezależny {\displaystyle M} elementów z {\displaystyle A} jest maksymalny wtedy i tylko wtedy, gdy {\displaystyle \langle M\rangle } jest podgrupą istotną w {\displaystyle A,} tzn. ma ona nietrywialne przecięcie z dowolną niezerową podgrupą (cykliczną) grupy {\displaystyle A.} Każdy maksymalny układ niezależny w podgrupie istotnej grupy {\displaystyle A} jest maksymalnym układem niezależnym w {\displaystyle A.}
Okazuje się, że moc wszystkich maksymalnych układów niezależnych grupy jest równa i zależy wyłącznie od {\displaystyle A.} Wielkość tę nazywa się rangą danej grupy abelowej. Pojęcie rangi o analogicznych własnościach można zdefiniować dla modułów nad dowolną dziedziną całkowitości, przy czym przypadek grup abelowych odpowiada modułom nad pierścieniem liczb całkowitych.